# Vitalii Parahnevîci
Vitali Parahnevîci (n. 4 mai 1969, Donețk, RSS Ucraineană, URSS) este un fost fotbalist tadjic.
Parahnevîci a debutat la echipa națională a Tadjikistanului în anul 1997.

## Statistici
| Tadjikistan | Tadjikistan | Tadjikistan |
| An          | Meciuri     | Goluri      |
| ----------- | ----------- | ----------- |
| 1997        | 1           | 0           |
| Total       | 1           | 0           |